# NBA Hustle Award
O Prêmio Hustle é um prêmio anual da National Basketball Association (NBA) concedido desde 2017 aos jogadores que "melhor utilizam o hustle para ajudar seus times a vencer todas as noites". O prêmio é decidido usando uma métrica conhecida como “estatísticas de hustle”, que rastreia esforços defensivos e ofensivos, como mergulho em busca de bolas perdidas, desvios, e contestação de arremessos.
Patrick Beverley foi o vencedor inaugural do prêmio. O único multi-vencedor é Marcus Smart, que ganhou o prêmio três vezes.

## Vencedores
| ^           | Denota jogador que ainda está ativo na NBA              |
| Jogador (X) | Denota o número de vezes que o jogador recebeu o prêmio |

| Ano     | Jogador           | Posição  | Nacionalidade  | Time                  | Ref   |
| ------- | ----------------- | -------- | -------------- | --------------------- | ----- |
| 2016-17 | Patrick Beverley  | Armador  | Estados Unidos | Houston Rockets       | [ 1 ] |
| 2017-18 | Amir Johnson      | Pivô     | Estados Unidos | Philadelphia 76ers    | [ 2 ] |
| 2018-19 | Marcus Smart^     | Armador  | Estados Unidos | Boston Celtics        | [ 3 ] |
| 2019-20 | Montrezl Harrell  | Pivô     | Estados Unidos | Los Angeles Clippers  | [ 4 ] |
| 2020-21 | Thaddeus Young^   | Ala      | Estados Unidos | Chicago Bulls         | [ 5 ] |
| 2021-22 | Marcus Smart^ (2) | Armador  | Estados Unidos | Boston Celtics (2)    | [ 6 ] |
| 2022-23 | Marcus Smart^ (3) | Armador  | Estados Unidos | Boston Celtics (3)    | [ 7 ] |
| 2023-24 | Alex Caruso^      | Armador  | Estados Unidos | Chicago Bulls (2)     | [ 8 ] |
| 2024-25 | Draymond Green^   | Ala-pivô | Estados Unidos | Golden State Warriors | [ 9 ] |